# Eostegana punctipennis
Eostegana punctipennis är en tvåvingeart som beskrevs av Toyohi Okada 1982. Eostegana punctipennis ingår i släktet Eostegana och familjen daggflugor. Inga underarter finns listade i Catalogue of Life.